# Faras

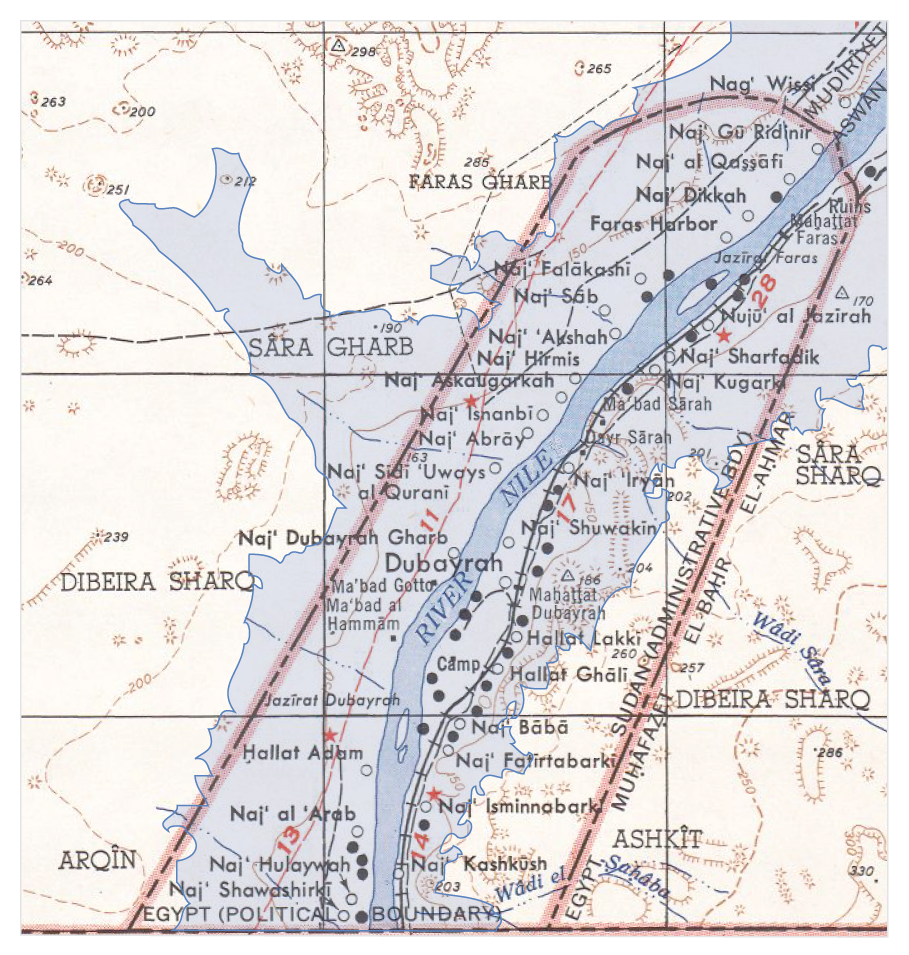
Übersichtskarte des Gebietes Wadi Halfa Salient

Faras (auch Pachoras, Alternativschreibung: Pharas) ist der Name einer alten nubischen Stadt. Der altägyptische Name Ibschek bezieht sich auf das Gebiet von Faras und den/die Hathorfelsen. Der Ort Faras lag in Unternubien, etwas nördlich des zweiten Nilkataraktes, im heutigen Sudan (Wadi Halfa Salient) überflutet vom Nubia-See, nahe der Grenze zu Ägypten.

## Geschichte
Im ägyptischen Mittleren Reich stand hier eine ägyptische Grenzfestung, die vielleicht den Namen Ineq-tawy (Der die beiden Länder vereinigt) trug. Eine sichere Zuweisung konnte jedoch bislang nicht vorgenommen werden. Im Neuen Reich wurde ein Tempel der Hathor und ein Tempel des Tutanchamun errichtet. In meroitischer Zeit hieß der Ort Phrs und war Hauptstadt der Provinz Akin. Aus dieser Zeit sind Gräber und ein palastartiges Gebäude erhalten.
Nach dem Zusammenbruch des meroitischen Reiches wurde der Ort Hauptstadt von Nobatia, deren Herrscher nicht weit von Faras entfernt, in Ballana, bestattet worden sind. Als das Reich von Nobatia im Jahr 543 das Christentum als Staatsreligion annahm, wurde kurze Zeit später Nobatia von dem Reich Makuria erobert und die Hauptstadt zog nach Dongola.
In Faras, dass nun Pachoras hieß, residierte nun ein Eparch (Statthalter). Es war auch der Amtssitz eines Bischofs, der der Jurisdiktion des monophysitischen, koptischen Patriarchats in Ägypten unterstellt war. Die Stadt erlebte einen Aufschwung. Es wurden zahlreiche Paläste und Kirchen errichtet. Das 13. und 14. Jahrhundert war die Zeit des Niedergangs. Es wurde eine arabische Zitadelle errichtet. Im 19. Jahrhundert war der Ort nur noch ein Dorf mit dem Namen Faras-in-Diffi. Der Ort ist seit Mitte der 1960er Jahre im Nasserstausee versunken.

## Erforschung
Archäologische Ausgrabungen fanden 1908–1909 von der Universität Pennsylvania statt. 1909–1912 wurden von einer Expedition aus Oxford die Nekropolen untersucht. Im Jahr 1961 begann eine polnische Mission unter Leitung von Kazimierz Michałowski im Rahmen der UNESCO-Rettungsaktion in Faras zu graben. Diese fand eine mittelalterliche Kathedrale mit über 200 Inschriften und mehr als 120 gut erhaltenen Wandmalereien.

## Stadtbild
Die Stadt war von einer in kuschitischer Zeit errichteten Festungsmauer umgeben. Ihre beiden Zugänge, das Westtor und das Flusstor, wurden in den 1920er Jahren von F. L. Griffith freigelegt. Sie besaßen rechteckige Torvorbauten, deren Eingänge an einer Seite lagen. Die Wände bestanden aus behauenen Sandsteinquadern, die mit ungleich hohen Lagenfugen und relativ senkrechten Stoßfugen vermauert waren. Diese Vorbauten mit gewinkelten Zugangswegen wurden für befestigte Siedlungen in Nubien charakteristisch, die in christlicher Zeit, ab dem 6. Jahrhundert gegründet wurden: Ikhmindi, Sabagura, Kalabscha und Sheik Daud. Deren Mauerwerk war ebenfalls leicht geschrägt, aber wesentlich sorgloser aus Bruchsteinen hochgezogen.
Faras besaß mehrere Kirchen, ihre Ruinen wurden in teilweise schlechtem Zustand ausgegraben. Neben der Kathedrale waren dies die Mastabakirche, die Kirche des Nordkloster (auch als Kirche auf der Zitadelle bekannt), die völlig zerstört vorgefundene Große Kirche, die Kirche am Südhang und die Kirche am Flusstor (Rivergate Church).

### Kathedrale
Die Kathedrale wurde in den Jahren 1961 bis 1964 ausgegraben. Es lassen sich drei Bauphasen unterscheiden, die wiederum mit der Tätigkeit von drei Bischöfen in Verbindung gebracht werden können. Es handelt sich um Aetios (um 620), Paulos (um 700) und Petros (um 1100). Der erste Bau aus der ersten Hälfte des 7. Jahrhunderts war etwa 24,5 × 14,5 Meter groß und hatte drei Schiffe. Es gab zahlreichen Bauschmuck aus Stein. Diese Kirche wurde 707 ausgebaut und auf 24,5 × 24 Meter erweitert. Es wurden Seitenkapellen errichtet. Der Bau erhielt Granitsäulen. Kurz vor 1100 wurde der Bau nochmals verändert. Die Granitsäulen wurden durch Pfeiler aus Ziegeln ersetzt. Viele Wandmalereien stammen aus dieser Bauphase. Spätestens seit dieser Zeit war die Kathedrale der Muttergottes (Maria Pachoras) geweiht. Die Kirche wurde im 14. Jahrhundert aufgegeben. Die Malereien der Kathedrale stellen die größte Sammlung mittelalterlicher christlicher Malerei aus Nubien dar. Sie sind im Stil mit byzantinischen Malereien verwandt und datieren meist ins 10. und 11. Jahrhundert. Sie sind heute im Nationalmuseum in Khartum und im Muzeum Narodowe in Warschau ausgestellt.

## Bildbeispiele für die Kunst aus Faras

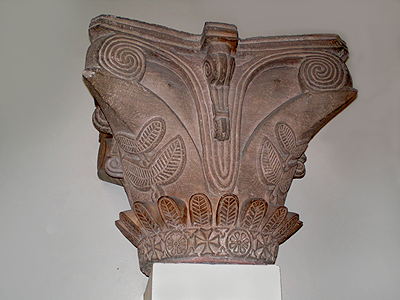
Christliches Kapitell aus Faras (London, Britisches Museum)
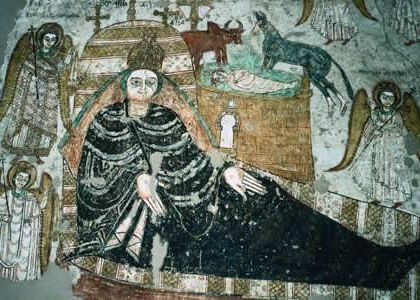
Fresko in der Kathedrale von Faras, die Geburt Jesu Christi zeigend
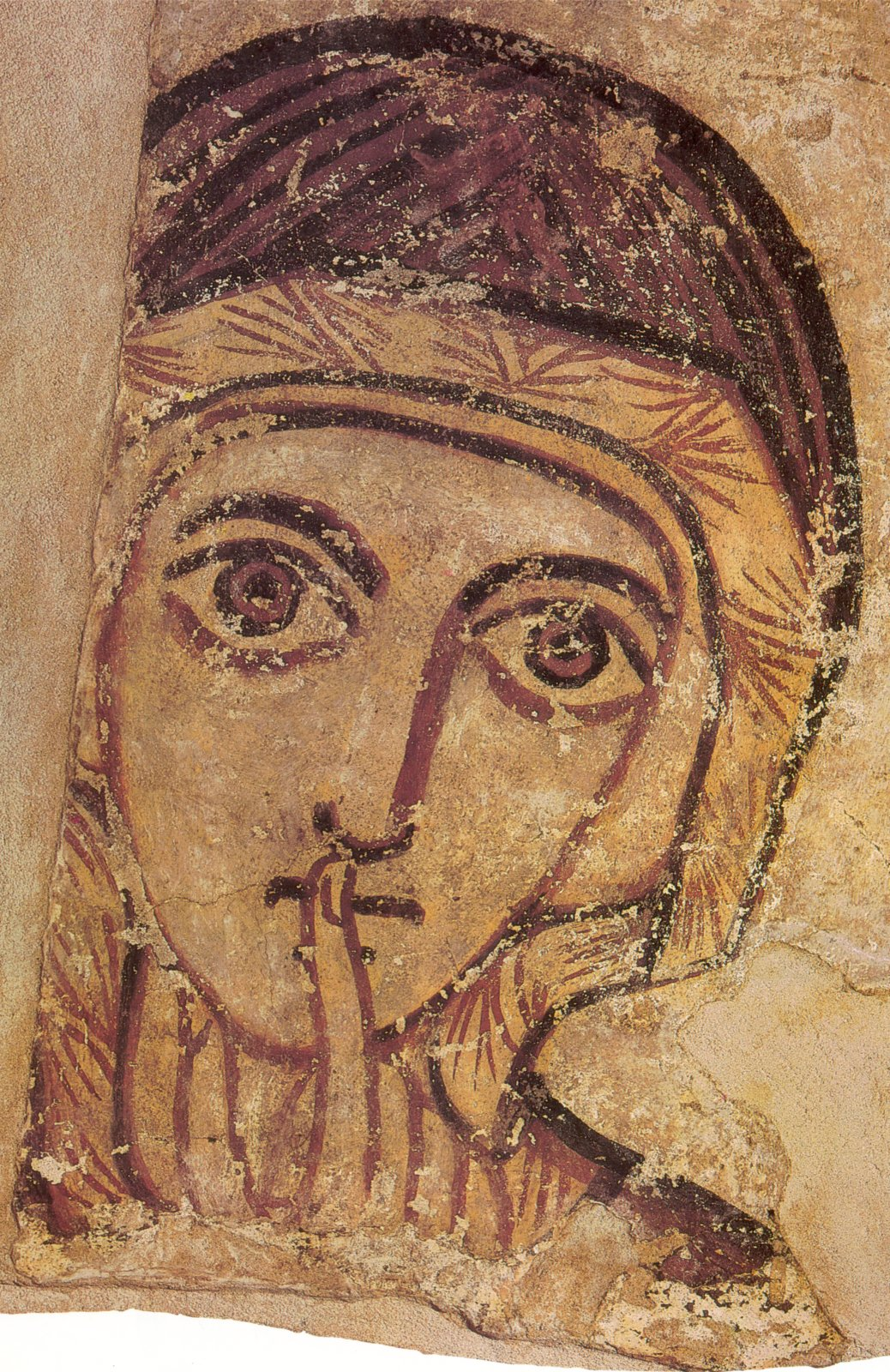
Bild der Heiligen Anna, Mutter der Gottesmutter, Warschau, National Museum 234.058